# Doença crônica
Doença crónica (português europeu) ou crônica (português brasileiro) é uma doença que não é resolvida num tempo curto, definido usualmente em três meses.
As doenças crónicas são doenças que não põem em risco a vida da pessoa num prazo curto, logo não são emergências médicas. No entanto, elas podem ser extremamente sérias, e várias doenças crónicas, como por exemplo certos tipos de cancro, causam morte certa. As doenças crónicas incluem também todas as condições em que um sintoma existe continuamente, e mesmo não pondo em risco a saúde física da pessoa, são extremamente incômodas levando à disrupção da qualidade de vida e atividades das pessoas. Neste último caso, incluem-se os síndromes dolorosos.
Muitas doenças crónicas são assintomáticas ou quase assintomáticas a maior parte do tempo, mas caracterizam-se por episódios agudos perigosos e/ou muito incômodas. 
As doenças crónicas de causa infecciosa são frequentemente causadas por organismos invasores com os quais já foi atingido um equilíbrio. Não é do interesse dos vírus, das bactérias ou dos parasitas matarem o seu hóspede demasiadamente rápido, uma vez que a probabilidade de se espalharem a outros hospedes fica reduzida. Assim doenças infecciosas de morte rápida e mortalidade elevada, como Ébola, aparecem por vezes, mas nunca conseguem estabelecer-se, porque todos os indivíduos susceptíveis morrem em poucos dias, antes de poderem contactar com bastantes outros. Doenças como a SIDA/AIDS, pelo contrário são extremamente eficazes devido ao longo tempo que demoram a matar o hóspede. Mas a melhor acomodação, do ponto de vista do micro-organismo, é permanecer no corpo do hóspede sem causar muitos danos a este até poder infetar a nova geração sem defesas. É o que faz a varicela. O vírus ataca as crianças produzindo a síndrome característica aguda, mas depois da "cura" o vírus permanece, em todos os casos, nos núcleos nervosos dos nervos sensitivos, sem ser detetada e sem estar ativa. Na velhice, com a ligeira imunodeficiência que acompanha a idade avançada, ela frequentemente reaparece sob a forma de zoster uma infeção dolorosa mas não perigosa que ataca os nervos periféricos. As zonas cutâneas com zoster são extremamente infecciosas, permitindo a passagem perpétua do vírus dos idosos às crianças indefesas, sem necessitar de grandes populações de crianças sempre passando o vírus umas às outras, como outros vírus infantis.   

## Exemplos de doenças crónicas
- O Cancro/câncer
- Diabetes mellitus
- Doença hipertensiva
- A maioria das doenças autoimunes
- Algumas infeções como a tuberculose, lepra, sífilis ou gonorreia.
- A SIDA/AIDS
- A maioria das parasitoses.
- As doenças de causa genética na sua maioria (uma pequena porção caracteriza-se por episódios agudos).
- As doenças mentais.